# Spacer (singel)
Spacer – singel francuskiego duetu muzycznego Sheila & B. Devotion, wydany 5 października 1979 roku przez Carrere Records.

## Lista utworów
- Płyta gramofonowa (5 października 1979)[1]

1. „Spacer” – 3:49
2. „Don’t Go” – 4:32

- Płyta gramofonowa (1980)[1]

1. „Spacer” – 6:15
2. „Don’t Go” – 4:32

## Pozycje na listach

### Wersja z 1979 roku
| Państwo           | Lista (1979/1980)   | Najwyższa pozycja |
| ----------------- | ------------------- | ----------------- |
| Niemcy            | Top 100 Singles     | 9                 |
| Belgia (Flandria) | Ultratop 30 Singles | 14                |
| Wielka Brytania   | Singles Top 200     | 18                |
| Holandia          | Single Top 50       | 22                |

### Remiks z 1998 roku
| Państwo | Lista (1998)    | Najwyższa pozycja |
| ------- | --------------- | ----------------- |
| Francja | Top 200 Singles | 86                |